# Luck (televisieserie)
Luck is een Amerikaanse televisieserie van David Milch die in 2012 uitgezonden werd door HBO. De serie begon op 29 januari en het eerste seizoen van negen afleveringen liep tot 29 maart. Het nummer Splitting the Atom van Massive Attack was het openingsnummer.

## Verhaal
Maffioso Chester "Ace" Bernstein (Dustin Hoffman) komt net uit de gevangenis en koopt direct een renpaard. Hierna wil hij de controle over de Santa Anita renbaan verkrijgen.

## Rolverdeling
- Dustin Hoffman als Chester "Ace" Bernstein
- Dennis Farina als Gus Demitriou
- John Ortiz als Turo Escalante
- Richard Kind als Joey Rathburn
- Kevin Dunn als Marcus Becker
- Ian Hart als Lonnie McHinery
- Ritchie Coster als Renzo Calagari
- Jason Gedrick als Jerry Boyle
- Kerry Condon als Rosie Shanahan
- Gary Stevens als Ronnie Jenkins
- Tom Payne als Leon Micheaux
- Jill Hennessy als Jo Carter
- Nick Nolte als Walter Smith
- Michael Gambon als Michael "Mike" Smythe

## Ontvangst
De serie kreeg positieve kritieken en er werd een tweede seizoen besteld door HBO dat begin 2013 uitgezonden zou worden. Wel kreeg de serie zware kritiek van dierenactivisten, omdat tijdens de opnamen twee paarden afgemaakt moesten worden na ongelukken. Toen tijdens de opnames van het tweede seizoen een derde paard afgemaakt moest worden, besloot HBO de serie direct stop te zetten. In totaal stierven er vier dieren op of rond de set.